# Leucotrachea melanodonta
Leucotrachea melanodonta là một loài bướm đêm trong họ Noctuidae.